# 弗拉达·奇吉列娃
弗拉达·亚历山德罗芙娜·奇吉列娃（俄語：Влада Александровна Чигирёва，1994年12月18日—），俄罗斯女子花样游泳运动员，2016年夏季奥林匹克运动会集体金牌得主、2020年夏季奥林匹克运动会集体金牌得主。